# 괭이갈매기 울 적에 등장인물
다음은 《괭이갈매기 울 적에》 등장인물 설명이다.

## 우시로미야 가문

### 우시로미야 가 당주
| 우시로미야 가문 앉는 순서 | 우시로미야 가문 앉는 순서 |
| ------------------------- | ------------------------- |
| 서열 제1위 킨조           |                           |
| 서열 제2위 크라우스       | 서열 제3위 에바           |
| 서열 제4위 루돌프         | 서열 제5위 로자           |
| 서열 제6위 제시카         | 서열 제7위 조지           |
| 서열 제8위 배틀러         | 서열 제9위 마리아         |
| 서열 제10위 나츠히        | 서열 제11위 히데요시      |
| 서열 제12위 키리에        |                           |

우시로미야 킨조 (일본어: 右代宮 金蔵)
성우: 무기히토
이즈 제도의 작은 섬, 롯켄지마섬을 소유하고 있는 대부호, 우시로미야 가문의 당주이다.
원래는 분가 출신이었지만, 관동대지진에서 본가가 전멸해서 당주로 급거 발탁되었음에도 불구하고 천재적인 도박 솜씨로 동란의 시대를 헤쳐나가, 몰락한 우시로미야 가문을 불과 한 대 만에 다시 세운 역대 굴지의 명군이다.
젊은 시절에는 매우 지혜롭고 유머가 넘치는 호걸이란 말을 들었지만, 늙으면서 남들을 자꾸 의심하게 되어 누구에게도 마음을 열지 않는 난폭하고 깐깐한 사람이 되어버렸다. 특히, 자신이 모은 막대한 재산을 자식들이 노리고 있다고 의심하고 있어서 같이 사는 아들 부부나 손자에게조차 마음을 놓지 않고, 자신의 서재에만 틀어박혀 있다.
예전부터 서양 문물에 푹 빠져서, 자식이나 손자들에게 서양식 이름을 붙이거나 취미를 강요했다. 그 영향 때문인지, 흑마술 같은 오컬트 관련 취미에 심취해 있다고 하며, 서재에 틀어박혀 수상한 연구나 실험을 계속하고 있는 것 같다. 그 때문에, 서재에서는 항상 이상한 냄새가 심하게 흘러 나와서 집안 사람들이 골치를 썩이고 있다고 한다.
하지만, 그런 늙은 당주가 의심하는 마음에 지배당하고 취미에 푹 빠져서 서재에 틀어박혀 나오지 않는 것은 집안 사람들에게 있어서 오히려 속 편한 일일지도 모른다.
그러나, 과도한 음주 탓에 주치의에게 작년에 3개월 시한부 인생을 선고받은 상태이다. 그럼에도 불구하고 킨조가 독점하고 있는 막대한 재산이나 유산 상속 문제는 제대로 결론이 나지 않았고, 친족 회의에서도 중요 과제로 떠올라 자식들을 초조하게 만들고 있다.

### 장남 일가
우시로미야 크라우스 (일본어: 右代宮 蔵臼)
성우: 코스기 쥬로타
롯켄지마섬의 우시로미야가에 사는 킨조의 첫째 자식, 장남이다.
킨조가 흑마술에 빠져 서재에 틀어박힌 뒤로는 그가 실질적인 당주 대행이 됐다.
어릴 때부터 킨조에게 제왕학을 배우며 자란 말 그대로 차기 당주이지만, 젊었을 때의 킨조가 지니고 있었던 천재적인 재능이나 금전적인 후각은 유감스럽게도 없다고 한다.
그도 그것을 자각하고 있어서, 아버지와 비교당하며 항상 뒤처지는 것에 대한 콤플렉스가 있는 모양이라 아버지처럼 큰 경제적인 성공을 이뤄내서 자신을 인정하게 만들고 싶은 마음이 있다. 하지만 안타깝게도 그의 경제적 도전은 매번, 자신의 무능함을 깨닫게 되는 결과로 끝난다고 한다.
그 결과, 그는 적어도 위엄만은 당주답게 보이려고 행동하기 때문에, 매우 거만하고 잘난 척하는 사람이 되었다고 평가받고 있다. 남동생이나 여동생들에게도 매우 고압적인 태도로 대해서, 아직도 형제간의 마음 속 응어리는 풀리지 않은 상태이다.
그런 독선적이고 독점적인 형이, 가까운 시일 내에 닥칠 것이 분명함에도 불구하고 아직 보류되고 있는 아버지의 유산 문제를 혼자서 처리해버리지나 않을지 다른 형제들에게 의심받고 있다.
리조트 개발에 막대한 투자를 하고 있어서, 버블기가 찾아오면서 막대한 수익을 올릴 수 있을 거라고 기대하고 있지만 이전까지의 손해를 메울 수 있을지는 의심스럽다.
우시로미야 나츠히 (右代宮 夏妃)
성우: 시노하라 에미
크라우스의 아내이다. 자신도 우시로미야 가문처럼 몰락한 명가 출신의 아가씨였다.
프라이드가 매우 높고, 고결하고 의리 있는, 자존심 강한 여성이다. 사업에만 열중하는 남편에게 사랑이 식어, 집안 살림이나 고용인 관리, 딸의 교육 등 전부를 도맡아서 열심히 관리하고 있다. 하지만 너무 열심이다 보니 오히려 잘 안 풀릴 때도 있어서, 반항기에 접어든 딸과는 요즘엔 관계가 썩 좋지만은 않은 모양이다.
크라우스의 아내로서, 킨조의 손자를 하루라도 빨리 낳는 것을 최대의 역할로 부여받고 시집 온 뒤, 12년 동안 자식을 낳지 못해 그동안 상당히 괴로운 처지에 놓였던 적이 있었다. 그것이 그녀의 여성적 프라이드를 얼마나 상처입혔는지, 상황을 모르는 사람은 상상할 수도 없을 것이다.
그러나 책임감이 강한 그녀는 그런 것에 굴하지 않고, 우시로미야 가문의 집안 살림을 책임지는 맏며느리로서 책무를 다하고 있다. 안타깝게도 그 처지나 고통을 남편은 이해하지 못하고, 롯켄지마섬에 신부로서 온 이후로 그녀의 마음이 편해질 날은 없다. 그 때문인지, 언젠가부터 그녀는 감정이 폭발할 때가 많아졌다. 그녀는 그 문제에 대해서 고민하고 있지만 스스로 어떻게 해볼 수는 없다. 적어도 딸은 여자로서 행복한 인생을 보내기를 바라고 있지만 그 뜻을 전하지도 못하고 있다.
선천적으로 두통을 가지고 있어서, 일 년 내내 두통에 시달린다. 그 때문인지, 언제나 신경질적인 표정을 짓고 있다.
우시로미야 제시카 (右代宮 朱志香)
성우: 이노우에 마리나
크라우스와 나츠히의 딸이다. 크라우스 다음의 차기 당주지만, 남존여비 사상을 중시하는 우시로미야 가문에서 여성은 당주가 될 수 없기 때문에, 나중에는 제시카의 남편이 우시로미야 가문을 이끌게 될 것이다.
한창 반항기라서, 어머니에게 아가씨다운 몸가짐이나 말투를 강요당한 것에 대한 반동으로 매우 품위 없는 행동이나 말투를 하게 되었다. 그래서 그녀의 인상은 매우 거칠면서, 아가씨답지 않은 자유분방한 느낌이다. 성적도 나쁘고, 우시로미야 가문의 후계자로는 그다지 어울리지 않는 것 같다.
우시로미야 가문의 일원이자 후계자라는 것은 귀찮다고만 여기고 있고, 빨리 섬에서 나와 도시에서 자유로운 생활을 즐기고 싶다고 매일 꿈꾸고 있다. 물론 재산에는 전혀 관심이 없고, 자신을 이 섬 밖으로 데려가 줄 백마탄 왕자님을 꿈꾸는, 자유로운 사춘기 소녀로 자랐다.
교육에 까다로운 어머니와는 사이가 나쁘고, 가족에 신경 쓰지 않는 아버지와는 대화조차 하지 않는다. 또 롯켄지마섬에는 우시로미야가밖에 집이 없기 때문에, 친구는 니이지마의 학교에만 있고, 친구들과 전화로 수다를 떠는 것이 유일한 낙이다. 그런 그녀에게 이 섬에서의 생활은 매우 외로울 것이라고 상상하기 쉬울 것이다.
선천적으로 기관지가 약하고, 돌발적인 천식 발작을 앓고 있다. 그래서 기관지 확장제 흡입기를 항상 가지고 다녀야 한다. 또 친구들과의 즐거운 시간이 자신의 천식 때문에 끝나버리는 경험을 몇 번이나 해왔기 때문에 그녀는 사람들이 자신의 천식을 신경쓰는 것을 극도로 싫어한다.

### 장녀 일가
우시로미야 에바 (右代宮 絵羽)
성우: 이토 미키
킨조의 둘째 자식, 장녀이다. 현재는 섬 밖에서 살고 있다.
아들이 이제 곧 성인이 되는 나이임에도 불구하고, 아이 같은 쾌활한 매력을 지닌 귀여운 여성이다. 다만, 우시로미야 가문 특유의 음침한 성격도 다소는 이어받은 모양이어서, 그 소악마 같은 웃는 얼굴을 조금도 무너뜨리지 않고, 상처를 주는 말을 할 수 있는 일면도 있다.
평소에는 그런 면은 전혀 내색하지 않는 어른스러운 여성이지만, 친족 회의에서 자식들이 모두 모이면 바로 옛날의 자신으로 돌아와서, 험악한 말투가 튀어나올 때도 있다. 거기에는 어렸을 때 오빠 크라우스에게 괴롭힘을 당한 것에 대한 수년간의 긴 세월 동안의 원한이 보일 듯 말 듯 하다.
그런 오빠 부부에게 오랫동안 아이가 생기지 않아서 그 사이를 틈타 아버지에게 데릴사위를 들이는 것을 허락받고, 원래는 결혼과 동시에 우시로미야 가문의 성을 잃게 되지만 그 성을 지키고 계속 유지하는 데 성공했다.
또 오빠 부부의 딸, 제시카보다 먼저 아들 조지를 낳았고, 게다가 남존여비 사상을 중시하는 우시로미야 가문에서, 조지는 남자이고, 또 제시카와 달리 매우 솔직하며 성적이 우수한 점 등 친족들 사이에서 평판도 좋기 때문에 그녀는 어떻게든 자신의 아들을 차기 당주 싸움에 끼게 하고 싶어하는 것 같다. 그것은 우시로미야 가문을 자신의 것으로 만들고 싶어하는 탐욕 때문이라기보다는, 콤플렉스가 있는 오빠에게 뭔가 과시하고 싶어하는 어렸을 때의 복수심이 그녀의 밑바닥에 계속 자리잡고 있었기 때문일 것이다.
우시로미야 히데요시 (右代宮 秀吉)
성우: 히로세 마사시
에바의 남편이다. 풍채가 좋고 악의 없는 둥그런 눈동자와 사람을 편하게 하는 인품의 소유자로, 우시로미야 가문에 있어서 매우 귀중한 인물이다.
전쟁 중의 공습에 의해 가족을 모두 잃고, 허허벌판에서 단 혼자서 다시 일어나 사업을 성공시켜 재산을 모은 노력가이다. 그 내력 때문에, 아직 의심하는 마음이 없었던 킨조는 상당히 마음에 들어했다고 한다.
또 가족을 모두 잃어버린 슬픈 경험 때문에, 데릴사위로서 들어온 우시로미야 가문을 새로운 친족으로 여기고 매우 사랑하고 있어서 조카들에게도 애정을 아끼지 않는다. 그리고 용돈도 두둑히 주기 때문에, 친척 아이들도 그를 매우 잘 따른다.
영업상 상대에게 이름이나 인상을 강하게 남기기 위해서라고 본인은 말하지만, 칸사이 지방 사투리를 자기 나름대로 변형한 이상한 말투를 쓴다. 다만 본고장 칸사이 사람 앞에서는 부끄러운 모양인지 표준어를 쓰는 것 같다. 그의 이상한 캐릭터는, 이보다 웃길 순 없을 정도로 본인을 유머러스하게 보이게 해주지만, 품위 없게 보인다는 험담도 있어서 그의 성공을 정당하게 평가받지 못하게 하는 하나의 요인이 된다는 지적도 있다.
허허벌판에서 포장마차를 끌며 노력하던 청년은, 중소 외식 체인점 회사를 세우고 그 회사는 순조롭게 성장해서 염원하던 주식 상장까지 이르렀다. 막대한 재산을 지닌 우시로미야 가문에서 보면 그것은 별 일 아니지만, 허허벌판에서 몸뚱이 하나만 가지고 끝없이 성장해나가는 호걸다운 모습에는 호감을 가질 수밖에 없다.
우시로미야 조지 (右代宮 譲治)
성우: 스즈무라 켄이치
에바와 히데요시의 아들이다. 부모님의 좋은 점을 물려받은 청년이다.
대학 입학과 동시에 아버지의 회사에 들어가서, 회사 경영에 대한 산 지식을 배워왔다.
제일 존경하는 인물은 아버지라고 공공연히 말하고 있고, 자신도 곧 어엿한 경영자가 되기 위해 청년 실업가를 향한 계단을 하나씩 밟아가며 매일 열심히 공부를 하고 있다.
원래 그는 마음씨가 상냥해서 잘 나서지 않고, 곧잘 마음이 약해지는 성격이라 거물이 되기에는 그릇이 부족한 인물이라고 평가받고 있었다. 그러나 회사 경영자로서 필요한 리더십을 계발한 끝에, 그것을 극복하고 사람의 마음과 아픔을 이해하면서 리더로서의 강함도 보여주는 이상적인 모습으로 성장했다.
그의 성장한 모습에 친족들 사이에서는 그렇게 행동하지 않는 제시카보다 차기 당주에 어울리지 않느냐는 소리도 나오고 있다. 어머니 에바는 그것을 실현하기 위해 기를 쓰며 암약하고 있는 모양이지만, 조지 자신에게 차기 당주 자리에 대한 관심은 없다. 왜냐하면 허허벌판에서 시작해서 입신양명한 아버지를 존경하기 때문에, 부의 세습에 의지하지 않고 성공하고 싶다는 강한 의지가 있기 때문이다. 그래서 그가 차기 당주 자리를 원하는 것은 생각하기 어려운 것이 사실이다.
하지만 일 년에 한 번 있는 친족 회의에서 사촌끼리 모일 땐 어렸을 때의 순박한 모습으로 돌아옵니다. 나이 어린 사촌들도 잘 챙겨줘서, 지금도 사촌들이 잘 따릅니다.

### 차남 일가
우시로미야 루돌프 (右代宮 留弗夫)
성우: 코야마 리키야
킨조의 셋째 자식, 차남이다. 자타가 공인하는 플레이보이로, 젊은 시절의 복잡한 여자 관계는 아직도 전설로 불리고 있다.
정부(情婦)를 만들거나 바람을 피는 게 일상다반사였다고 하고, 그 때문에 한참 동안 숨겨둔 자식이 몇 명이나 있는 게 아니냐는 소문이 돌았다. 6년 전에 전처를 잃었지만, 상이 끝나기도 전에 사귀고 있던 애인 키리에와 결혼했다. 아들 배틀러는 이에 실망하고 6년간 어머니의 친가 쪽으로 가출했다.
성격은 털털하고, 비꼬기를 좋아한다. 키가 크고 잘 생겼으며, 화려한 것을 좋아하고 돈 씀씀이가 헤픈 그 성격은, 젊은 시절의 아버지와 빼닮았다는 말을 듣는다.
법망을 아슬아슬하게 피하는 수상한 방문판매 사업이나 틈새 시장을 파고드는 사업을 전전하면서 많은 돈을 모았지만, 벌이고 있는 사업도 그의 겉모습만큼이나 수상한 느낌을 주고 있기 때문에 언젠가는 분명히 길거리에서 누군가에게 칼부림을 당할지도 모른다는 말을 하는 사람도 있다.
형 크라우스와 나이 차가 많이 나서, 형이 형으로서 행동하기보다는 또 하나의 아버지로서, 폭군으로서 행동한 것을 본 기억이 많아서, 그것이 콤플렉스로 남아 형에게 무슨 일이 있을 때마다 반대를 하는 반골 정신을 가지게 되었다.
그것은 자신의 의견을 관철하는 것이 아니라 형에게 반항하고 싶은 것뿐이라는 뒤틀린 미학이기도 하기 때문에 그와 크라우스 둘이서 서로 무언가에 대해서 대화를 하면 항상 복잡하게 꼬이게 됩니다. 그래서 크라우스를 증오하는 누나 에바와는, 성인이 된 뒤 크라우스에 대해 통일전선을 형성하는 형태로 급속히 사이가 좋아졌다.
우시로미야 키리에 (右代宮 霧江)
성우: 타나카 아츠코
루돌프의 아내. 6년 전에 결혼한 후처이다. 루돌프가 전처와 사귀기 시작했을 때부터 이미 사귀고 있었다고 하며, 남편에 대해서 자세히 알고 있다.
그런 그녀는 후처가 됨과 동시에 남편의 여성 관계를 하나씩 청산하고, 보기 좋게 주도권을 잡아서 남자를 움직이는 뛰어난 기술을 과시했다.
매우 지적이고 행동력이 있는 여성으로, 원래는 아내보다는 사업 파트너로서 긴 시간 동안 루돌프를 도와주고 있었다. 그리고 전처의 눈을 속여가며 한 교제도 또 교묘해서, 전처의 자식인 배틀러와도 아버지의 동료의 누나라는 설정으로 오랫동안 알고 지냈다. 배틀러는 그동안 그녀를 누나처럼 생각하며 존경했지만, 자신의 어머니의 상이 끝나기도 전에 결혼한 것을 보고 분노해서 한동안 말도 한마디 안 하다가 최근에 관계를 회복했다. 그녀도 배틀러를 계모로서 대하지 않고 예전처럼 누나로서 대하는 것 같다.
체스판 사고라는 독자적인 발상법을 가지고 있다. 자신이 아니라 상대방 쪽에서 보고 다음 한 수를 찾는 이 발상법은 사업에서 많은 성과를 올리고 있고, 또 성격이 비뚤어진 남편의 심정을 읽는 데에도 유용하게 쓰이는 것 같다.
자신에 대해 굳은 자신감을 가지고 있는 강인한 여성이기도 해서, 우아하고 품위 있는 차림을 해야 하는 우시로미야 가문의 회합 때도 평소의 자신을 숨기지 않고, 자신에게 어울리는 차림으로 출석해서 그녀다움을 어필하고 있다.
우시로미야 배틀러 (右代宮 戦人)
성우: 오노 다이스케
루돌프와 전처의 아들. 키가 매우 크고 허우대가 좋은 청년으로, 그 체격과 특이한 머리모양에 어울리는 거친 성격이다. 그 점은 비꼬기를 좋아하는 아버지를 닮았지만, 죽은 어머니에게 남을 헤아리는 마음도 물려받아서 아버지와는 달리 다른 사람의 마음의 아픔을 알 수 있는 감수성을 지녔다.
어머니를 잃은 후, 상이 끝나기도 전에 재혼한 아버지에게 반감을 가지고 6년 동안 죽은 어머니의 친가에 신세를 졌다. 하지만 친가의 할아버지, 할머니가 잇달아 돌아가셨기 때문에, 성을 다시 우시로미야로 쓸 수밖에 없어서 키리에를 통해서 6년 만에 원래의 가족으로 돌아왔다.
학교 성적은 보통이지만, 장래 희망은 딱히 없고 그저 멍하게 대학에 들어가는 것만을 생각하는 자신에게 의문을 가지는 고민 많은 나이이기도 하다. 그런 것치고는 생각나면 바로 행동에 옮기는 막무가내라서, 어느 날 갑자기 세계를 떠돌다 오겠다며 여행 가방 하나만 들고 모험을 떠나도 이상하지 않을 거라고 생각될 정도로 무모한 면도 있다.(하지만 이상하게도 탈 것에 약해, 무리일 듯 싶기는 하다. 게다가, 돈이 모자라다라고 본인도 인식하기도 한다.)
아버지처럼 이성에게 인기가 많은 모양이지만, 애인 한 명만 있는 것보다는 모두와 함께 노는 것을 더 즐거워하고, 그 호쾌한 성격 덕분에 친구는 매우 많은 것 같다. 그리고, 엉큼한 면도 아버지를 닮았다. 하지만 이것은 배틀러가 나름대로 여성을 대하는 방식이고, 엉큼한 행위 자체가 목적인 것은 아니라고 스스로 말하지만 사실인지 아닌지는 상당히 의심스럽다.
키리에와는 어머니가 살아있을 때부터 알고 지냈고, 특히 그녀의 독자적인 체스판 사고에 감명을 받아서 무슨 일이 있을 때마다 그 발상법을 쓰려고 한다.
우시로미야 엔제 (右代宮 縁寿)
성우: 사토 리나
루돌프와 키리에의 딸. 배틀러와는 이복동생 사이이다. 배틀러와 어울릴 시간이 별로 없었음에도 불구하고 사이가 좋아, 배틀러에게 받은 게임센터의 상품인 머리장식을 소중하게 간직하고 있다. 나이가 비슷한 사촌언니인 마리아를 「마리아 언니」이라고 부르면서 그녀의 마법에 존경과 호의를 가지고 있었다.
1986년 당시 6살. 키리에에 의하면 병약한 체질이라서, 환절기에 항상 감기를 걸린다고 한다. 그 때문에, 친족회의날에는 컨디션을 무너뜨려 키리에의 친가에 맡겨지게 되었다. 따라서 록켄지마대량학살사건이 일어나면 「항상 고독하게 되는」 운명이다.
에피소드3 및 에피소드4에서 나오는 「친족회의 날 후의 세계」에서는, 사건에서 유일하게 살아남은 에바에게 거두어져 혹사당하는 인생을 보내게 됩니다. 에바는 엔제와 친하게 지내는 사람이 없도록 항상 엔제에게 보디가드를 붙였기 때문에, 엔제는 주위의 학생들에게서 외경의 대상이 되어, 결국 "마녀" 취급을 받는다. 가족을 잃고 친구도 없는 그녀는 대단히 비뚫어진 소녀시대를 보내게 된다. 에바에게서 행복을 빼앗기고, 마음도 말라버린 그녀는 항상 막대한 현금을 가지고 다녀, 습관처럼 마구 쓰는 나쁜 버릇이 있다.

### 차녀 일가
우시로미야 로자 (右代宮 楼座)
성우: 코시미즈 아미
킨조의 넷째 자식, 차녀. 루돌프보다 훨씬 더 나이가 어린 막내로, 장남인 크라우스에게는 거의 조카뻘에 가까운 나이이다. 그래서 남매와 조카들 어느 쪽에도 끼지 못하는, 조금은 외로운 입장에 있는 여성이다.
오빠나 언니들은 틈만 나면 다투지만, 그녀는 나이 차가 너무 많아서 그 싸움에 말려들어가지 않았기 때문에 그 점은 오히려 행운이었다고 말할 수 있을 것이다. 그 대신 크라우스와 에바ㆍ루돌프 양 진영에서 서로 끌어들이려 하기 때문에, 어느 편에도 붙지 않고 애매하게 중립을 지켜야만 하는 피곤한 입장이기도 하다.
거의 외동딸로 자란 그녀는 다른 남매들과는 다른 분위기로 자라서, 젊고 지적이고 이해심 있는 훌륭한 여성으로 자랐다. 곤란에 처한 사람에게 어떤 도움을 주면 기뻐할지를 생각할 수 있는 여성으로, 한번 한 약속은 절대로 잊지 않기 때문에, 언제는 일 년 전에 약속한 선물을 주어서 상대방을 기쁘게 한 적이 있다.
딸 마리아를 키우는 데 특히 신경을 많이 써서, 학교 행사에도 적극적으로 참가하는 등 엄마로서 할 수 있는 일을 다 하고 있다. 그 착실함 때문에, 어머니로서 사는 것에 긍지를 가지고 있는 나츠히를 존경하고 있어서 가끔 연락을 주고 받는 사이이다.
하지만, 누구와도 어울리지 못하는 것이 화근이 되었는지, 주위 사람에게 고민을 털어놓지 못하고 스트레스에 시달리다 지쳐 이따금 그것을 감정적으로 드러내 버리는 나쁜 버릇이 있다. 본인도 그것을 자각하고 있고, 가끔 딸을 심하게 꾸짖는 자신을 혐오한다.
우시로미야 마리아 (右代宮 真里亞)
성우: 호리에 유이
로자의 딸. 친족 중에서 제일 어린 순진무구한 소녀이다. 아버지는 거의 해외에만 있어서 얼굴은 잘 모릅니다.
서로 속을 떠보거나 겉치레만 하는 우시로미야 가문에서, 순진무구하고 세상에 때 묻지 않고 거짓말을 할 줄 모르는 그녀의 존재는 매우 귀중하다. 그래서 가끔 함부로 말을 할 때도 있지만, 어린 그녀의 악의 없는 말을 꾸짖는 사람은 없다.
아이답게 무언가에 영향을 받은 듯한 말투를 쓴다. 그것은 친족들이 보기에는 귀엽지만, 어머니가 보기에는 아직도 고치지 못한 어린애 특유의 버릇인 것 같아서, 평소에 주의를 줘서 고치도록 하고 있다.
성장기가 늦어서 그런지 아직도 나이에 맞는 성장이 보이지 않는다. 그래서 학교 공부도 따라가지 못하고 안타깝게도 성적은 전혀 좋지 않다. 하지만 머리가 나쁜 건 아닌 모양인지 자신의 취미 분야에는 천재적인 암기력을 발휘한다. 그 취미는 흑마술이나 오컬트 같은 것으로, 별점 같은 것이라면 그 나이 또래의 소녀에겐 어울리지만 한층 더 깊은 세계까지 손을 대어버린 것 같아서 어머니는 걱정이 태산이다. 그러나 광적일 정도로 방대한 지식량은 그 분야에 관심 있는 사람이 듣는다면 분명히 감탄할 것이다.
그 취미 때문에, 똑같이 오컬트에 관심이 있는 당주 킨조와 사이가 좋을 거라고 생각하는 사람도 있지만, 킨조에게 미움받고 있는 모양인지 두 사람이 같은 분야를 좋아하는 사람으로서 대화를 나눈 적은 없다.

## 고용인·주치의
로노우에 겐지 (呂ノ上 源次)
성우: 후나키 마사토
우시로미야가를 시중드는 고용인의 우두머리이다. 롯켄지마섬에 저택이 지어졌을 때부터 시중들었던 최고참 고용인이기도 하다.
매우 과묵하고 말이 없는 그는 주인인 킨조에 대한 충성심도 상당히 높아서, 가끔 킨조에게 자신의 친구라고 불릴 정도로 최대의 신뢰를 받고 있다. 하지만 겐지는 자만하지 않고 매일 할 일을 착실하게 하고 있다.
우시로미야가에서는 예전에 고용인들 간에 파벌 싸움이 있어서, 킨조가 고용인들을 매우 불쾌하게 여겼던 적이 있었다. 그때, 자신의 직속 고용인으로서 가문의 문장인 외날개 독수리를 그 몸에 새기는 것을 허락했다. 이로 인해 그는 우시로미야가에서 킨조의 대변자로서 강한 발언권과, 직속 상사인 킨조 외에는 누구도 그를 해고할 수가 없는 특별한 권리를 얻었다. 지금까지 그가 충성한 것을 생각하면 당연한 것이지만, 불행하게도 그 결과 아들 부부는 그를 킨조의 하수인 내지 스파이처럼 생각하고 피하게 되었다. 킨조의 대변자인 그는, 킨조가 서재에 틀어박힌 저택 안에서는 킨조의 눈이나 마찬가지여서 아들 부부가 그렇게 생각하는 것도 무리는 아니었다.
아들 부부는 킨조가 죽으면 킨조에게만 충성을 맹세한, 외날개 독수리를 새긴 고용인들을 전부 해고하려고 벼르고 있고, 그것은 그의 귀에도 들어갔지만 전혀 개의치 않고 단지 묵묵하게 매일 할 일을 하고 있을 뿐이다.
샤논 (紗音)
성우: 쿠기미야 리에
우시로미야 가를 시중드는 고용인 소녀.
자세한 것은, 야스 항목의 「샤논」에
카논 (嘉音)
성우: 코바야시 유우
우시로미야 가를 시중드는 고용인 소년.
자세한 것은, 야스 항목의 「카논」에
고다 토시로 (郷田 俊朗)
성우: 비후 히토시
우시로미야가를 시중드는 고용인이다. 원래는 요리사로서 고용됐기 때문에, 그가 주방을 담당하는 날의 식사는 훌륭해서 누구나 칭찬의 말을 아끼지 않는다. 그래서 중요한 손님을 초대하는 날이나, 일 년에 한 번 있는 친족 회의 날에는 반드시 요리를 담당해 진짜 실력을 발휘할 수 있는 명예가 주어졌다.
본인은 원래 고급 호텔의 레스토랑의 유명한 셰프였다고 하지만, 문제가 일어나 그만두어야 했을 때 우시로미야가에 채용되어 고용인이 되었다. 그 생활은 그에게는 신선한 것이어서, 불특정 다수가 아니라 지극히 한정된 일부의 사람에게만 특별한 요리를 제공하는 지금의 환경에 만족하고 있다.
예전보다 더 높은 급여로 고용되어 대부호 일가를 시중들 수 있게 된 것에 매우 기뻐했지만, 좀 더 자신을 인정받고 싶어서 의욕이 넘치고 있다. 그래서 외날개 독수리를 허락받은 고용인들에게 계급적으로 뒤지고 있다고 생각하고, 그들보다 자신이 뒤지지 않았다는 것을 증명하기 위해 호텔에서 배운 접객 기술을 선보여서 수준 차이를 과시하려고 애쓰고 있다. 특히 겐지에게 라이벌 의식을 불태우고 있는 모양인지, 특별히 접객 기술을 배운 적이 없는 겐지의 접객 태도를 트집 잡을 때가 있다.
호텔에서 배운 접객 기술은 완벽해서 매우 높은 평가를 받고 있지만 가끔 지나쳐서 쓸데없는 참견이 될 때도 있다. 또, 언제나 변하지 않는 영업용 웃음은 가끔, 무슨 생각을 하는지 모르겠다는 말을 들을 때도 있다.
또한 그는 뼈대가 굵은 남자라서, 그런 그가 정중히 고개를 숙일 때는 엄청난 박력이 느껴집니다.
쿠마사와 치요 (熊沢 チヨ)
성우: 하토리 야스코
우시로미야가에서 집안일을 돕는 시간제 고용인이다. 롯켄지마섬에 저택이 지어졌을 때부터 일하고 있었고, 몸 상태나 집안 사정으로 그만두기를 몇 번이나 반복했다. 그래서 고용인 중에서 지위는 높지 않지만, 우시로미야가의 내부 사정이나 섬에 관련된 여러 가지 일을 자세히 알고 있는 노인 중 한 명이기도 하다.
롯켄지마섬에 있는 사람 중에서 최고령이라고 생각되지만, 가십 거리나 소문을 정말 좋아하는 활기차고 건강한 여성이다. 그녀가 늙은 척을 할 때는 힘쓰는 일을 하고 싶지 않을 때뿐이고, 요령이 좋은 점도 포함해서 정말 기운이 넘치는, 백 살이 넘어도 건강할 노파이다.
또 하치조섬의 어부의 집에서 태어나고 자랐기 때문에, 옛날 옛적의 롯켄지마섬의 전설도 자세히 알고 있다. 바다나 섬에 관한 괴담도 많이 알고 있어서, 친족 아이들이 어렸을 때는 겁을 주며 노는 것을 즐겼다.
말이 많고 입이 가벼운 성격은, 안타깝게도 그녀의 길고 헌신적인 고용인 생활에 대한 평가를 많이 깎고 있지만 그것은 미움받는 것이 아닙니다. 오히려 원숙하고 재치 있는 그녀의 존재는, 지금은 저택의 윤활유로서 없으면 안 되는 것이다.
그런 그녀는 젊은 고용인들도 잘 챙겨 주어서, 사용인의 우두머리인 겐지를 아버지라고 한다면 그녀는 확실히 어머니라고 할 수 있다. 특히 실수를 숨겨주는 것이 특기라서, 실수를 한 젊은 고용인에게 상담을 해주고 조언을 해주기 때문에 많은 존경을 받고 있다. 애초에, 그런 이유로 고용자들에게 존경을 받는 게 좋은 것인지 꽤 이상하지만 말이다.
난조 테루마사 (南條 輝正)
성우: 이시즈미 아키히코
킨조의 주치의를 담당하고 있는 노인으로, 우시로미야가가 롯켄지마섬에 저택을 지을 때부터 알고 지낸 몇 안 되는 친구이기도 하다.
니이지마에 병원을 가지고 있는 개업의사였지만, 실력이 뛰어난 아들이 공부를 마치고 고향으로 돌아왔기 때문에 병원을 물려주고 지금은 킨조의 주치의를 맡은 것 외에는 은거 생활을 하고 있다.
또 킨조의 체스 친구로서 옛날부터 저택에 드나들고 있어서, 우시로미야 가문의 성이 아니고 고용인도 아닌 유일한 사람이라고도 할 수 있다.
격렬한 성격인 킨조에 비해, 그는 매우 온화하고 다른 사람의 말을 말없이 끝까지 들어줄 수 있는 차분한 성격이다. 그런 관계가 마음에 들었을 것이다. 그는 킨조와 몇 번이나 싸우고 킨조가 절교하겠다고 으름장을 놔도, 그 때마다 킨조 쪽에서 사과를 해서 교제는 수십 년 동안 계속되어 왔다. 그도 킨조의 그런 성격을 어느 정도 이해하고 있어서, 그가 아무리 소리를 버럭버럭 질러도 그다지 신경쓰지 않는다.
지금의 킨조는 의심덩어리라서 매우 아끼는 고용인만 자신의 서재에 들어오게 하지만, 유일한 예외가 그이다. 그래서 친족들이 킨조의 상태를 알아 볼 때나, 만약 전해야 할 말이 있을 때는 그에게 부탁할 때가 적지 않고, 킨조와 아들 부부를 화해시키는 완충재 역할을 하는 것도 기대하고 있다.
킨조가 유일하게 신뢰하는 친구이지만, 그가 입원 치료를 추천해도 전혀 들으려 하지 않아서 그를 언제나 걱정하게 한다.
킨조를 3개월 시한부 인생으로 진단한 그는, 유산 문제 때문에 초조해 하고 있는 아들 부부가 틈만 나면 킨조의 건강 상태를 물어봐서 곤란해하고 있다.

### 그 외 고용인
연옥의 7자매의 모델이 되었던 인물들.
루온(瑠音)
우시로미야가를 시중들던 소녀 고용인으로, 복음의 집 출신.
샤논과 야스가 우시로미야가에 오기 2년 전부터 일하고 있던 선배 고용인. 후에, 고용인 교체로 우시로미야가에서의 일을 그만두고 나간다.
연옥의 7자매의 루시퍼와 닮았다.
레논(恋音)
우시로미야가를 시중들던 소녀 고용인으로, 복음의 집 출신.
샤논과 야스와 비슷한 시기에 우시로미야가에서 일하고 있던 선배 고용인. 후에, 고용인 교체로 우시로미야가에서의 일을 그만두고 나간다.
연옥의 7자매의 레비아탄과 닮았다.
사논(玲音)
우시로미야가를 시중들던 소녀 고용인으로, 복음의 집 출신.
샤논과 야스와 비슷한 시기에 우시로미야가에서 일하고 있던 선배 고용인. 후에, 고용인 교체로 우시로미야가에서의 일을 그만두고 나간다.
연옥의 7자매의 사탄과 닮았다.
레이논(礼音)
우시로미야가를 시중들던 소녀 고용인으로, 복음의 집 출신.
야스가 처음으로 예배당에서 마녀 베아트리체 (가프)를 만난 시기에 우시로미야가에서 일하고 있던 선배 고용인. 어째선지, 고용인의 하얀 모자를 쓰고 있지 않다. 후에, 고용인 교체로 우시로미야가에서의 일을 그만두고 나간다.
연옥의 7자매의 벨페고르와 닮았다.
마논(眞音)
우시로미야가를 시중들던 소녀 고용인으로, 복음의 집 출신.
야스가 고용인을 그만두고 록켄섬의 밤을 지배하는 마녀 베아트리체가 되어 샤논의 눈앞에서 사라진 이후의 이야기인, 제 5장 "새로운 원소"에서 마논은 우시로미야가의 새로운 젊은 고용인으로 나타난다. (Episode 7: Dawn of the Golden Witch 참고)
1980년 10월에 고용인으로서 일하고 있었다.
1982년의 시점에서, 크라우스 부부가 자리를 비우면 제시카의 방에서 제시카, 샤논과 함께 떠들썩하게 얘기를 나누곤 한다.
근무 변경으로 인해 1986년 10월 친족회의날에는 출근하지 않았다.
연옥의 7자매의 마몬과 닮았다.
베루네(鐘音)
우시로미야가를 시중들던 소녀 고용인으로, 복음의 집 출신.
고용인 교체로 야스가 복음의 집에서의 최고참이 된 후에 후배로서 일하고 있었다. 어째선지, 고용인의 하얀 모자를 쓰고 있지 않다.
1986년 이전부터 수년간 일하고 있었으나, 현재는 불명.
평소와 다르게 일하고 있던 도중, 침대에 던져 두었던 마스터키가 돌연 사라진 괴현상을 계기로 마녀 베아트리체의 신봉자가 되어, 「마녀 베아트리체가 밤중에 우시로미야가를 배회하고 있다」라는 괴담을 퍼트린 사람 중 하나.
연옥의 7자매의 벨제붑과 닮았다.
아스네(明日音)
베루네와 동기인 고용인 소녀.
고용인 교체로 야스가 복음의 집에서의 최고참이 된 후에 후배로서 일하고 있었다. 어째선지, 고용인의 하얀 모자를 쓰고 있지 않다.
베루네와는 다르게 베아트리체의 존재를 믿지 않지만, 이 직장의 고용인은 괴담을 믿는 척 하지 않으면 안 되는 분위기를 민감하게 읽어, 괴담을 믿는 것 같은 척을 한다.
연옥의 7자매의 아스모데우스와 닮았다.

## 야스
야스(ヤス)(安田)
19년 전의 남자(19年前の男)
右代宮 理御（うしろみや りおん・LION）
성우: 카와스미 아야코
クレル・ヴォーブ・ベルナルドゥス（Claire vauxof Bernard）
성우: 오오하라 사야카
紗音（しゃのん・SHANNON）* 
성우:쿠기미야 리에
嘉音（かのん・KANON）*
성우:코바야시 유우
ベアトリーチェ（Beatrice）(3대째)
성우:오오하라 사야카

## 후루도 에리카
후루도 에리카(古戸 ヱリカ(ふるど えりか))
성우: 쿠와타니 나츠코
에리카의 옛 연인(ヱリカの昔の恋人)

## 롯켄지마에 살고 있던 베아트리체(2대째)
베아트리체(ベアトリーチェ(2代目))
성우:오오하라 사야카

## 1998년의 세계

### 하치죠 토오야
하치죠 이쿠코(八城 幾子（はちじょう いくこ）)
성우: 네야 미치코
하치죠 토오야(八城　十八（はちじょう　とおや）)
자세한 것은 우시로미야 배틀러 항목에

### 그 외 인물
오코노기 테츠로(小此木 鉄郎（おこのぎ てつろう）)
성우:코스기 쥬로타(애니메이션)・나리타 켄(PS3판)
아마쿠사 쥬자(天草 十三（あまくさ じゅうざ）)
성우:유사 코우지
카와바타(川畑船長（かわばた）)
성우:마츠오카 다이스케
스마데라 카스미(須磨寺 霞（すまでら かすみ）)
성우:타나카 아츠코(애니메이션)・시마모토 스미(PS3판)
오오츠키(大月教授（おおつき）)
성우:콘도 다카유키
난죠 마사유키(南條 雅行（なんじょう まさゆき）)
성우:이시즈미 아키히코
쿠마사와 사바키치(熊沢 鯖吉（くまさわ さばきち）)
성우：우메즈 히데유키
성 루치아 학원의 클래스 메이트(聖ルチーア学園のクラスメイト)
須磨寺霞の護衛
霧江の母（縁寿の祖母）

## 1945년의 세계

### 베아트리체 카스티리오니
베아트리체 카스티리오니(ベアトリーチェ・カスティリオーニ(통칭, 비체(ビーチェ))（Beatrice Castiglioni）
성우: 오오하라 사야카

### 일본군
山本中尉
田島、平岡兵曹

### 이탈리아군
アンジェロ少尉
ジーノ、ルーべンス
ベアトリーチェ・カスティリオーニの父

## 그 외의 인물들
マルソーの会長
우시로미야 가의 장로들(右代宮家の長老たち)
サク、ヒナ、リン
高宮議員、榎本会長
デイル･ワタナベ
南條の孫
曽根崎、近藤、土方
福音の家の園長
신부(神父)
民生委員
霧江の父親（縁寿の母方の祖父）
明日夢の両親
川畑機長
画家

## 마녀·마술사

### 베아트리체
ベアトリーチェ（Beatrice）
성우:오하라 사야카
자세한 것은, 야스 항목의 「베아트리체」를.

### 그 외의 마녀·마술사
와르길리아
(본명: Publius Virgilia Maro)(ワルギリア)（Virgilia）
성우:이노우에 기쿠코
선대 베아트리체로 2대 베아트리체의 스승이다.
우시로미야 저택의 사용인으로 위장하여 베아트리체 앞에 나타나 마법으로 대결하지만 베아트리체의 교묘한 속임수로 인해 죽고, 후에 2대 베아트리체와 게임을 하는 배틀러에게 여러 가지 조언을 해주는 등 많은 도움이 되어 준다.
에바 베아트리체(エヴァ・ベアトリーチェ)（Eva Beatrice）
성우:[[이토 미키]
우시로미야 가문의 장녀 우시로미아 에바의 어린시절 마음으로, 비문의 수수께끼를 풂으로서 황금을 찾아 2대 베아트리체에게 '베아트리체'라는 이름을 물려받아 3대 베아트리체가 된다.
엔제(エンジェ)(엔제 베아트리체(エンジェ・ベアトリーチェ))（Ange Beatrice）
성우:사토 리나
프레데리카 베른카스텔과 우시로미아 마리아를 통해 견습생에서 진정한 마법을 깨달은 마녀이다. 원래는 우시로미아 배틀러의 이복여동생이며, 베아트리체와 게임을 하는 배틀러를 돕는다. 배틀러가 영혼을 잃은 육체가 되었을 때 배틀러의 영혼을 다시 돌아오도록 한 주요인물이며 자신이 배틀러의 동생, 엔제라는 것을 밝힌 뒤 죽는다. '베아트리체'라는 성이 붙은 이유는 불분명하다.
마리아(マリア)（Maria）
성우:호리에 유이
우시로미야 가문의 손자손녀 중 막내. 마법을 믿는 아이이며, 후에 베아트리체의 도움으로 마녀가 되고, 자신을 증오했던 엄마, 즉, 우시로미야 로자에게 복수를 한다.
골드 스미스(ゴールドスミス)（Goldsmith）
성우:무기히토
후루도 에리카(古戸 ヱリカ(ふるど えりか))
배틀러(バトラ)（Battler）
우시로미야 가문의 손자로, 2대 베아트리체와 마녀의 존재 유무를 가리는 생사의 게임을 한다. 서너 차례의 복잡한 연쇄 참극을 범행의 트릭으로 풀어내고, 베아트리체가 마지막으로 준 '나는 누구인가?'라는 문제를 맞게 된다.

### 관측자
베른카스텔(ベルンカステル)（Bernkastel）
성우:타무라 유카리
람다델타(ラムダデルタ)（ΛΔ）
성우:오우라 후유카
페더린느 아우구스투스 아우로라 (フェザリーヌ·アウグストゥス·アウローラ / Featherine Augustus Aurora)
성우:네야 미치코(게임)/히다카 노리코(애니메이션)

## 인간 아닌 존재

### 대악마
로노웨 (ロノウェ)(Ronove)
성우: 스기타 토모카즈
가프 (ガァプ)(Gaap)
성우: 카이다 유키
제팔 (ゼパル)（Zepar）
성우:사이가 미츠키
푸르푸르 (フルフル)（Furfur）
성우:센다이 에리

### 연옥의 일곱자매
루시퍼 (ルシファー)(Lucifer)
성우: 사이토 유카
레비아탄 (レヴィアタン）(Leviathan)
성우：요네자와 마도카
사탄 (サタン）(Satan)
성우：히카사 요코
벨페고르 (ベルフェゴール）(Belphegor)
성우：요시다 세이코
마몬 (マモン）(Mammon)
성우：니이나 아야노
벨제브브 (ベルゼブブ）(Beelzebub)
성우：야마오카 유리
아스모데우스 (アスモデウス）(Asmodeus)
성우：토요사키 아키

### 시에스타 자매
시에스타 45 (シエスタ45)(Chiester45)
성우: 미즈노 마리코
시에스타 410 (シエスタ410)(Chiester410)
성우: 키타무라 에리
시에스타 00 (シエスタ00)(Chiester00)
성우: 히로타 시온